# نثر البذور

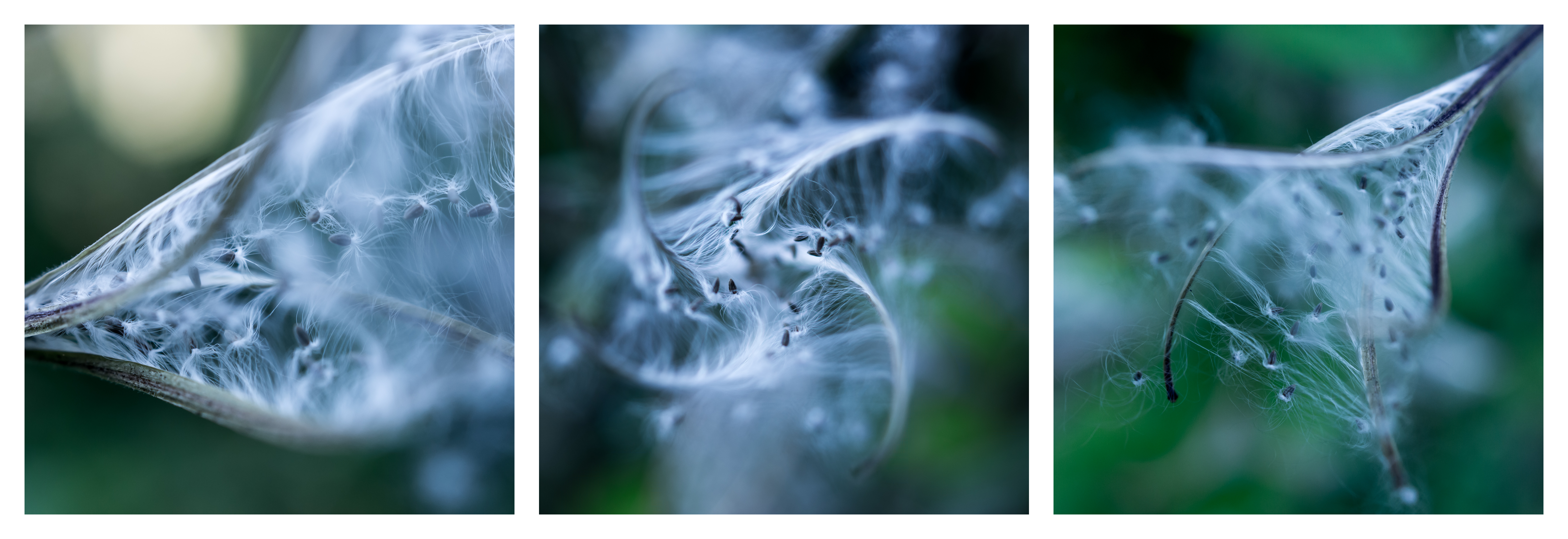
نباتية مختلفة. أولًا، قد ينتج بقاء البذور بعيدًا عن النبات الأم بقاءها على قيد الحياة غالبًا، وذلك لبقائها بعيدا عن تصرفات مفترسات البذور والشتلات ومسببات الأمراض التي تعتمد على الكثافة، التي تستهدف غالبًا التركيزات العالية للبذور تحت البالغة. قد تكون المنافسة مع النباتات البالغة أقل أيضًا عند نقل البذور بعيدًا عن آبائها. تسمح عملية انتشار البذور للنباتات أيضًا بالوصول إلى موائل معينة مواتية للبقاء، تُعرف هذه الفرضية بالانتشار الموجه. مثلًاهو نوع من الأشجار من أمريكا اللاتينية تنتشر بذوره بمساعدة عدة أنواع من الطيور، متضمنةً طائر الجرس ذا الواجهات الثلاث. يجلس ذكور الجرس على الأشجار الميتة لجذب أقرانها، وغالبًا ما تتغوط البذور تحت هذه المجاثم حيث تتمتع البذور بفرصة كبيرة للبقاء حية بسبب ظروف الإضاءة العالية والهروب من مسببات الأمراض الفطرية. في حالة النباتات ذات الثمار اللحمية، غالبًا ما يؤدي نثر البذور في أحشاء الحيوانات -الدودة الداخلية- إلى زيادة كمية الإنبات وسرعته وعدم تزامنه، الذي قد يكون له فوائد نباتية مهمة. أما البذور التي ينثرها النمل ليست فقط متناثرة على مسافات قصيرة لكنها أيضًا مدفونة تحت الأرض بواسطة النمل. من ثم، تتجنب هذه البذور الآثار البيئية الضارة مثل الحرائق أو الجفاف، وتصل إلى المواقع الدقيقة الغنية بالمغذيات وتعيش فترةً أطول من البذور الأخرى. تعد هذه الميزات خاصة بـ ، لتي قد توفر أيضا مزايا إضافية غير موجودة في أوضاع الانتشار الأخرى. أخيرًا، وعلى نطاق آخر، قد يسمح نثر البذور للنباتات باستعمار الموائل الشاغرة وحتى مناطق جغرافية جديدة.
تعتمد مسافات الانتشار ومواقع الترسيب على نطاق حركة الناقل، وأحيانًا تُحقق مسافات انتشار أطول بواسطة الازدواجية، والانتشار المتسلسل بواسطة آليتين أو أكثر من آليات الانتشار المختلفة. تشير الأدلة الحديثة إلى أن غالبية أحداث نثر البذور في الواقع، تنطوي على أكثر من مرحلة

نثر البذور هو حركة البذور أو نشرها أو نقلها بعيدًا عن النبات الأم. تمتلك النباتات قدرة محدودة على الحركة وتعتمد على مجموعة متنوعة من النواقل لنقل حبوب اللقاح، متضمنةً النواقل اللاإحيائية مثل الرياح وناقلات الإحيائية -الحيوية- مثل الطيور. يمكن نقل البذور بعيدًا عن النبات الأم فرديًا أو جماعيًا في كل من المكان والزمان. تُحدَّد أنماط نثر البذور إلى حد بعيد بواسطة آلية الانتشار وهذا له آثار مهمة في التركيب الديموغرافي والوراثي لمجموعات النباتات، وكذلك أنماط الهجرة وتفاعلات الأنواع. هناك خمس طرق رئيسية لنثر البذور: الجاذبية، والرياح، والباليستية، والمياه، والحيوانات. لكن بعض النباتات مصليّة ولا تنشر بذورها إلا استجابةً لمحفز بيئي يتضمن نثر البذور ترك أو فصل الأبواغ عن النبات الأم الرئيسي.

## فوائد
قد يكون لانتشار البذور العديد من الفوائد لأنواع نباتية مختلفة. أولًا، قد ينتج بقاء البذور بعيدًا عن النبات الأم بقاءها على قيد الحياة غالبًا، وذلك لبقائها بعيدا عن تصرفات مفترسات البذور والشتلات ومسببات الأمراض التي تعتمد على الكثافة، التي تستهدف غالبًا التركيزات العالية للبذور تحت البالغة. قد تكون المنافسة مع النباتات البالغة أقل أيضًا عند نقل البذور بعيدًا عن آبائها.
تسمح عملية انتشار البذور للنباتات أيضًا بالوصول إلى موائل معينة مواتية للبقاء، تُعرف هذه الفرضية بالانتشار الموجه. مثلًا، Ocotea endresiana (Lauraceae) هو نوع من الأشجار من أمريكا اللاتينية تنتشر بذوره بمساعدة عدة أنواع من الطيور، متضمنةً طائر الجرس ذا الواجهات الثلاث. يجلس ذكور الجرس على الأشجار الميتة لجذب أقرانها، وغالبًا ما تتغوط البذور تحت هذه المجاثم حيث تتمتع البذور بفرصة كبيرة للبقاء حية بسبب ظروف الإضاءة العالية والهروب من مسببات الأمراض الفطرية. في حالة النباتات ذات الثمار اللحمية، غالبًا ما يؤدي نثر البذور في أحشاء الحيوانات -الدودة الداخلية- إلى زيادة كمية الإنبات وسرعته وعدم تزامنه، الذي قد يكون له فوائد نباتية مهمة.
أما البذور التي ينثرها النمل (myrmecochory) ليست فقط متناثرة على مسافات قصيرة لكنها أيضًا مدفونة تحت الأرض بواسطة النمل. من ثم، تتجنب هذه البذور الآثار البيئية الضارة مثل الحرائق أو الجفاف، وتصل إلى المواقع الدقيقة الغنية بالمغذيات وتعيش فترةً أطول من البذور الأخرى. تعد هذه الميزات خاصة بـ (myrmecochory)، التي قد توفر أيضا مزايا إضافية غير موجودة في أوضاع الانتشار الأخرى.
أخيرًا، وعلى نطاق آخر، قد يسمح نثر البذور للنباتات باستعمار الموائل الشاغرة وحتى مناطق جغرافية جديدة.
تعتمد مسافات الانتشار ومواقع الترسيب على نطاق حركة الناقل، وأحيانًا تُحقق مسافات انتشار أطول بواسطة الازدواجية، والانتشار المتسلسل بواسطة آليتين أو أكثر من آليات الانتشار المختلفة. تشير الأدلة الحديثة إلى أن غالبية أحداث نثر البذور في الواقع، تنطوي على أكثر من مرحلة انتشار.

## أنواع
تقسيم أنواع عملية نثر البذور أحيانًا إلى تكوين تلقائي (عملية نثر البذور بواسطة النبات نفسه) وتباين (عند الحصول عليه من خلال وسائل خارجية).

### مسافة طويلة
نثر البذور على مسافات طويلة (LDD) هو نوع من الانتشار المكاني الذي يُحدد حاليًا على شكلين، المسافة النسبية والفعلية. قد تعتمد ملاءمة النبات وبقاؤه كثيرًا على طريقة نثر البذور، اعتمادًا على عوامل بيئية معينة. الشكل الأول من LDD، المسافة النسبية، يقيس النسبة المئوية للبذور (1% من إجمالي عدد البذور المنتجة) التي تقطع أبعد مسافة من توزيع احتمالي بنسبة 99%.
التعريف النسبي لـ LDD هو في الواقع واصف لأحداث الانتشار الأكثر تطرفًا. مثال على LDD هو أن النبات يطور ناقل انتشار معين أو مورفولوجيا للسماح بنثر بذوره على مسافة كبيرة. تحدد الطريقة الفعلية أو المطلقة LDD على أنها مسافة حرفية  ويصنّف 1 كم مسافةً العتبة لتشتت البذور. تعني العتبة هنا، الحد الأدنى من المسافة التي يمكن للنبات أن ينثر بذوره فيها، ولا يزال يعتبر LDD. هناك شكل ثان لا يمكن قياسه من LDD إلى جانب النسبي والفعلي. يُعرف هذا بالشكل غير القياسي. يحدث LDD غير القياسي عندما يحدث نثر البذور بطريقة غير عادية ويصعب توقعها. مثل حادثة نادرة أو فريدة من نوعها إذ تُنقل البذور التي تعتمد على الليمور عادةً لشجرة مدغشقر النفضية إلى ساحل جنوب إفريقيا بربطها بمحفظة حورية البحر (علبة بيض).